# Торосян, Давид Варанцович
Дави́д Вара́нцович Торося́н (арм. Դավիթ Թորոսյան; род. 23 сентября 1950, Ереван, Армянская ССР) — советский боксёр, тренер, победитель V Спартакиады народов СССР (1971), чемпион СССР (1973), призёр чемпионата мира (1974) и Олимпийских игр (1976). Мастер спорта СССР международного класса (1971). Главный тренер сборной Армении по боксу (2001—2002, 2013—2015, с 2016 года).

## Биография
Давид Торосян родился 23 сентября 1950 года в Ереване. Начал заниматься боксом в 1963 году под руководством Михаила Папазяна. В 1971 году был победителем V Спартакиады народов СССР в наилегчайшем весе, а в 1973 году — чемпионом СССР в лёгком весе. На протяжении нескольких лет входил в состав сборной СССР и становился бронзовым призёром чемпионата мира в Гаване (1974) и Олимпийских игр в Монреале (1976). 
После завершения своей спортивной карьеры занимался тренерской деятельностью в Ереване, а с 1991 года в Лос-Анджелесе, где работал в частности с известным американским боксёром Ванесом Мартиросяном. В 2001—2002 и 2013—2015 годах был главным тренером национальной сборной Армении по боксу. В декабре 2016 года вновь назначен на этот пост.